# Крашенинников, Фёдор Павлович
Фёдор Па́влович Крашени́нников (27 января (8 февраля) 1898 года, д. Кувыково, Уфимский уезд, Уфимская губерния (Кушнаренковский район РБ) — 16 февраля 1979 года, Ленинград) — актёр Русского драматического театра г. Уфа. Народный артист Башкирской АССР (1955), Заслуженный артист РСФСР (1949). Член Союза театральных деятелей (1938). 

## Биография
Крашенинников Фёдор Павлович родился 27 августа 1898 года в деревне Кувыково Уфимского уезда Уфимской губернии (Кушнаренковский район РБ). Участник Гражданской войны.
В 1926 году окончил ГИТИС. По окончании института до 1937 года работал в театрах имени Ленсовета (1935-1937) в Москве, в Ташкенте.
С 1937 по 1963 год — актёр Республиканского русского драматического театра в Уфе.
С 1947 года работал преподавателем Башкирского театрально-художественного училища.

## Роли в спектаклях
Мальволио («Двенадцатая ночь» У.Шекспира), Вурм («Коварство и любовь» Ф.Шиллера), Скалозуб («Горе от ума» А. С. Грибоедова), Паратов («Бесприданница» А. Н. Островского), Стива («Анна Каренина» по роману Л. Н. Толстого); Окаёмов («Машенька» А. Н. Афиногенова), Забелин («Кремлёвские куранты» Н. Ф. Погодина), Доктор («Всеми забытый» Н.Хикмета) и др.

## Награды и звания
- Заслуженный артист РСФСР (1949)
- Народный артист Башкирской АССР (1955)
- Два ордена Трудового Красного Знамени (1949, 1955)